# Tanotamun
Tanotamun (auch Tanutamun oder Tanwetamani) war der sechste und letzte Pharao der 25. Dynastie. Er regierte von 664 bis 657 v. Chr.

## Herkunft
Die Abstammung von Tanotamun ist ungeklärt, er wird aber gewöhnlich als Sohn des Schebitko (von dessen vermutlichen Gemahlin Qalheta) betrachtet. Der assyrische Feldzugsbericht des Rassamzylinders sieht in ihm den „Sohn des Schabaka“. Die Gemahlinnen Tanontamuns sind Pijearti und vielleicht auch Maloqe.

## Herrschaft
Tanotamun bestieg nach dem Tod seines Vorgängers Taharqa den Thron (möglicherweise kurze Mitregentschaft?) und wurde in Napata am 4. Katarakt zum Pharao gekrönt. Wie seine Vorgänger, die der ägyptischen Tradition ergebenen Herrscher der 25. Dynastie, opferte er in Elephantine dem Chnum und in Theben dem Amun-Re.

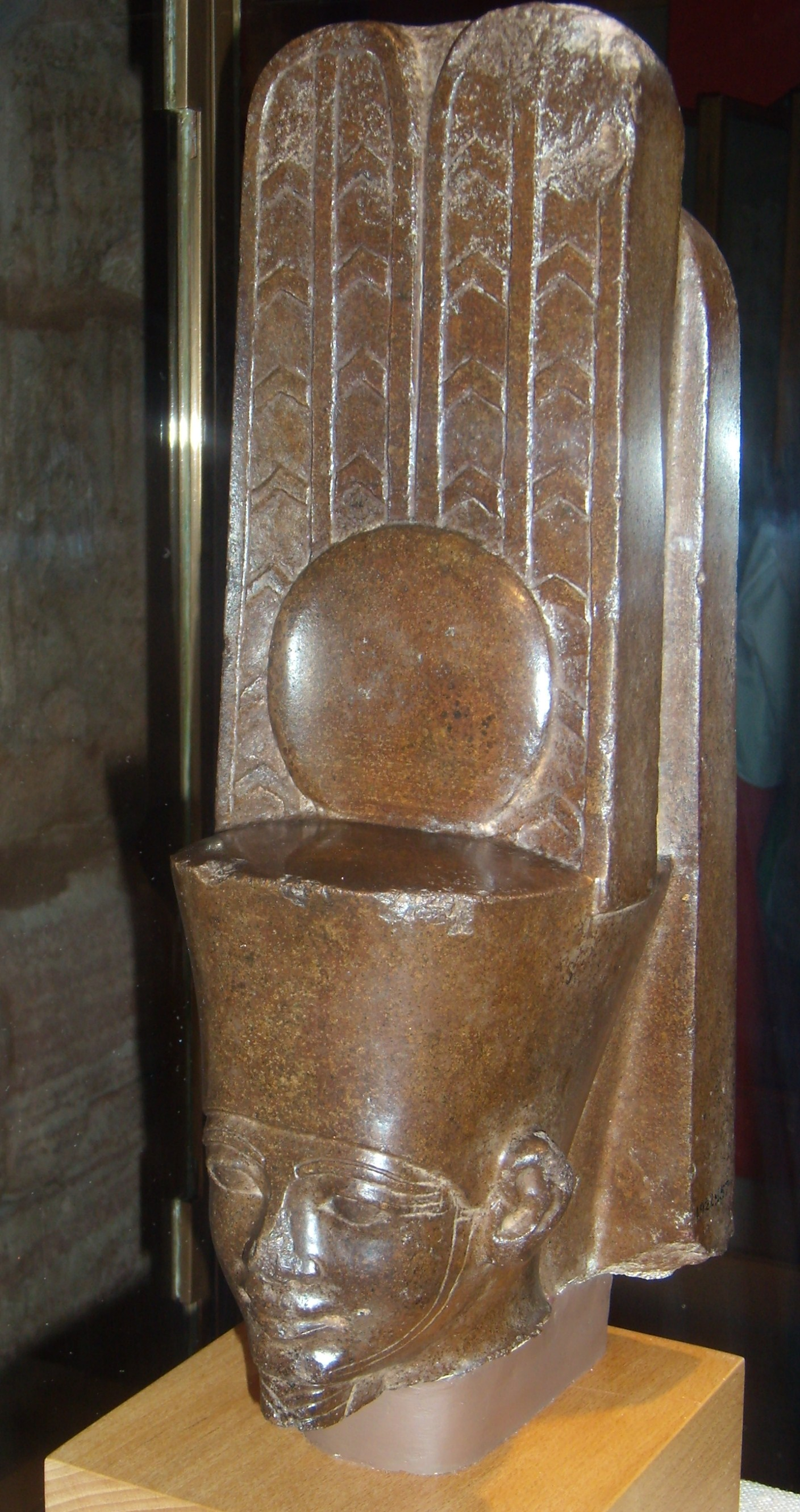
Kopf des Amun mit dem Namen des Tanotamun auf dem Rückenpfeiler

### Rückeroberungen
Das wichtigste Dokument seiner Politik ist die sog. „Traumstele des Tanotamun“, deren Text von der im Traum befohlenen Rückeroberung des Nordens und den darauf folgenden Ereignissen berichtet. Demnach eroberte er Memphis und das Delta zurück, wobei der dem assyrischen Reich loyale Necho I. getötet wurde. Die übrigen Fürsten unterwarfen sich Tanotamun.
Allerdings war der Erfolg nur von kurzer Dauer, denn das assyrische Heer unter Führung der Generäle von Assurbanipal stellten 663 v. Chr. den alten Zustand wieder her. Das Ziel der assyrischen Ägyptenpolitik, die Beendigung der Kuschitenherrschaft, wurde umgesetzt und Theben geplündert, aber nicht zerstört. Bis zur Rückeroberung durch Psammetich I. 655 v. Chr. blieb das Delta unter assyrischer Herrschaft.
Oberägypten wurde faktisch von dem immer noch amtierenden Bürgermeister von Theben Montuemhat und der Gottesgemahlin Schepenupet II. regiert, während Tanotamun noch bis 656 v. Chr. formell anerkannt war und nach ihm datiert wird.

### Bautätigkeit
Unter seiner Regentschaft gab es nur wenig Bautätigkeit. Seine Pyramide, die heute vollkommen abgetragen ist, und die darunter befindliche ausgemalte Grabkammer ließ er in der Nekropole El-Kurru anlegen.

## Die Zeit danach
Erst 655 v. Chr. erfolgte mit der Einsetzung der Nitokris I. zur Gottesgemahlin durch Psammetich I. die Wende. Über das weitere Schicksal von Tanotamun und die Dauer seiner Anerkennung in Nubien ist nichts bekannt. In Nubien folgte ihm Atlanersa auf dem Thron.